# Église Saint-Michel-Archange de Kaunas
Pour les articles homonymes, voir Église Saint-Michel.
L'église Saint-Michel-Archange, ou église de la Garnison, est une église de style néo-byzantin à cinq coupoles située à Kaunas, en Lituanie. 

## Historique
Elle fut construite par l'architecte Constantin Lymarenko entre 1891 et 1895 pour la garnison russe et la communauté russe orthodoxe de Kovno (nom que portait alors Kaunas, quand la Lituanie appartenait à l'Empire russe), jusqu'en 1915, lorsque le pays est occupé par l'armée de l'Empire allemand. Elle est alors vouée au patronage des saints Pierre et Paul. Elle peut contenir deux mille personnes. Le financement de l'église fut assuré par le ministère de la guerre, et pour moitié (fait rare) par des donations privées des militaires. L'église est fermée entre 1915 et 1919, pendant l'occupation allemande. Les Allemands emportent les cloches lorsqu'ils quittent la ville et la garnison devient lituanienne. L'église russe est donnée à l'Église catholique et conserve son statut d'église de garnison, cette fois-ci lituanienne sous le nom de Saint-Michel-Archange, patron des soldats.

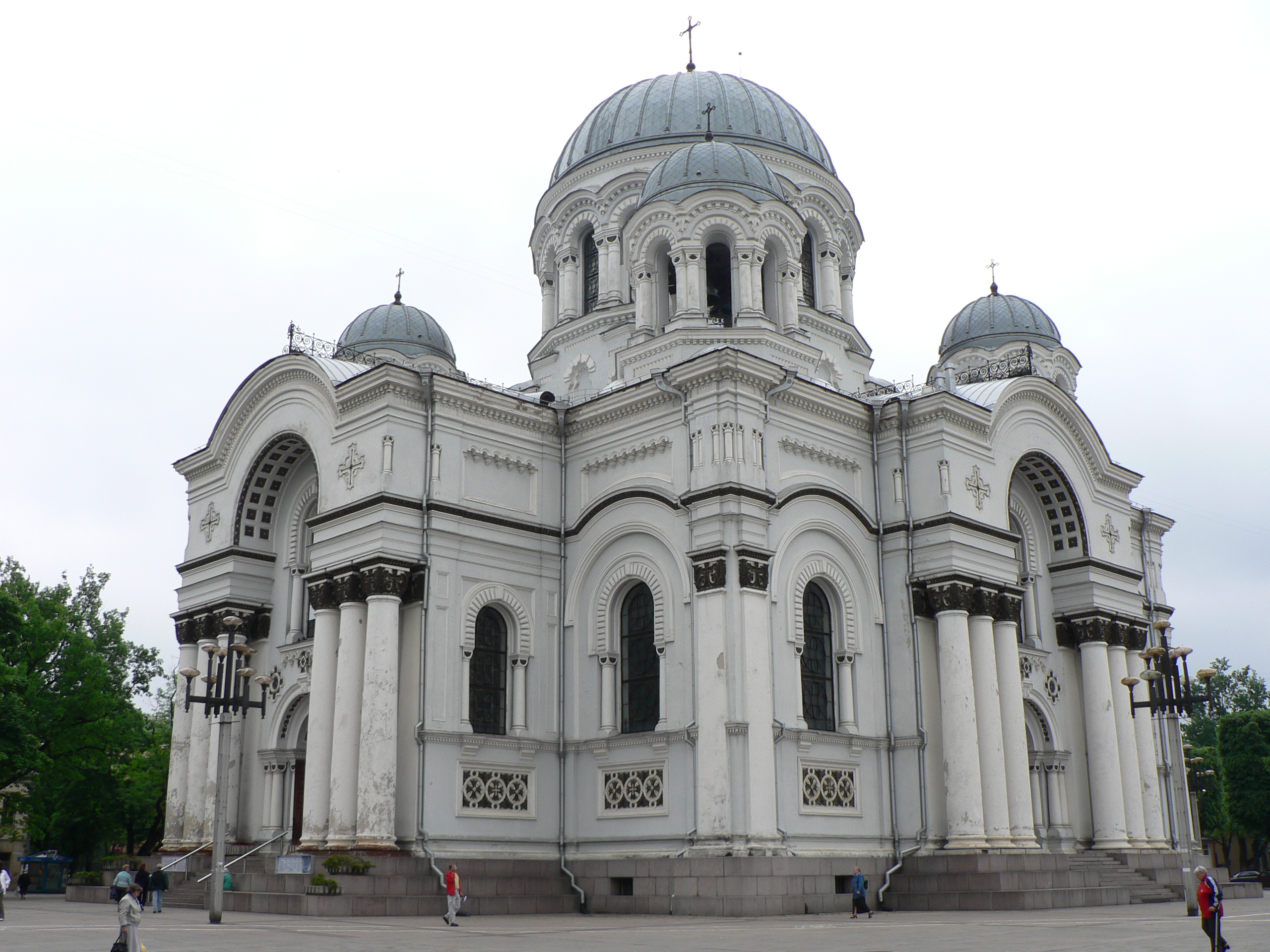
Vue de côté de l'église de la Garnison

Kaunas devient après la guerre civile polono-lituanienne la capitale de la nouvelle république lituanienne. Après la Seconde Guerre mondiale, les nouvelles autorités municipales de la République socialiste soviétique de Lituanie transforment l'église en salle d'exposition de tableaux.
Depuis l'indépendance, cette église a été transférée à la communauté catholique et est devenue église paroissiale.

## Galerie

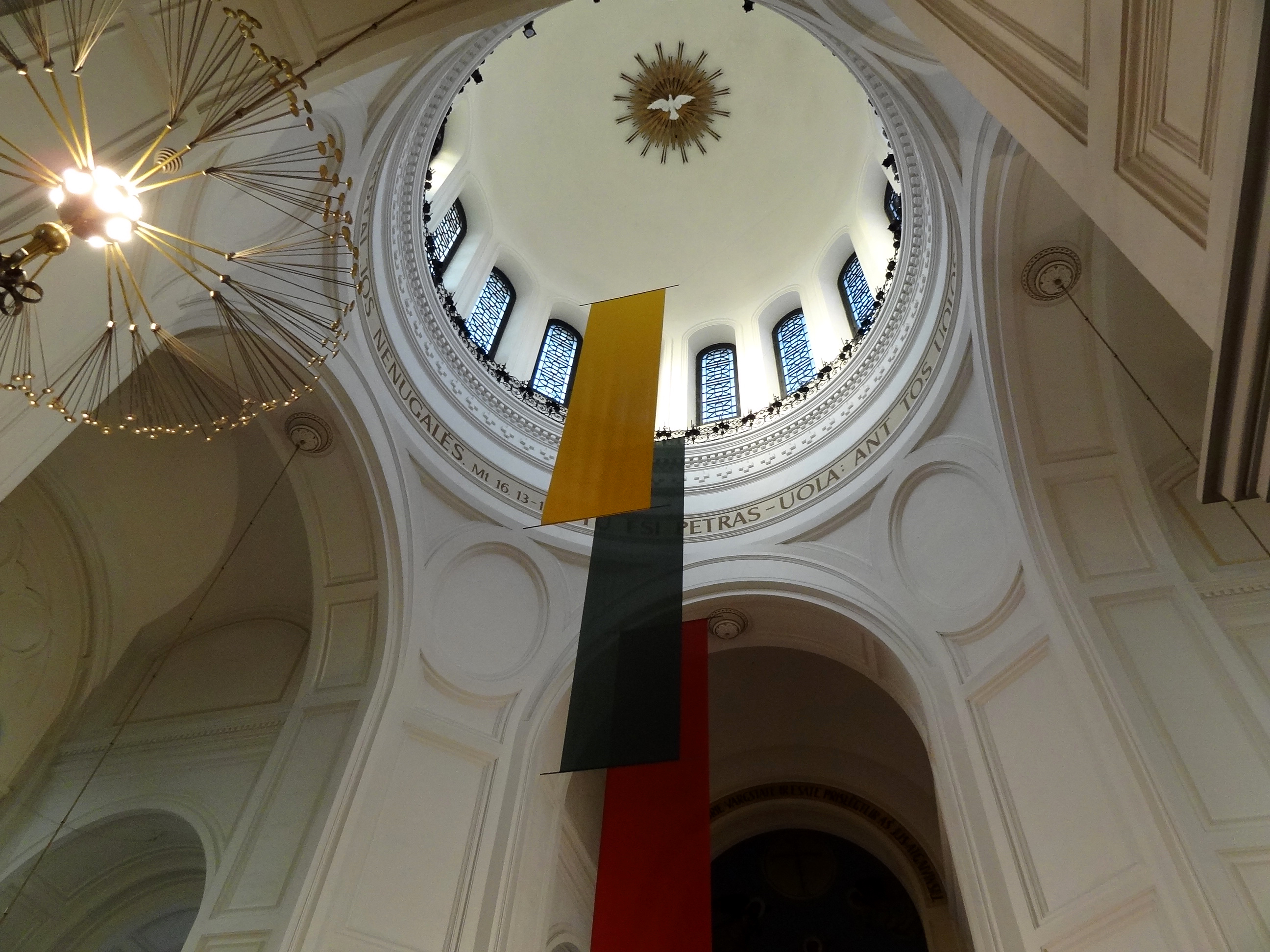
Le dôme de l'intérieur et le drapeau lituanien se divisent en trois drapeaux unicolores distincts
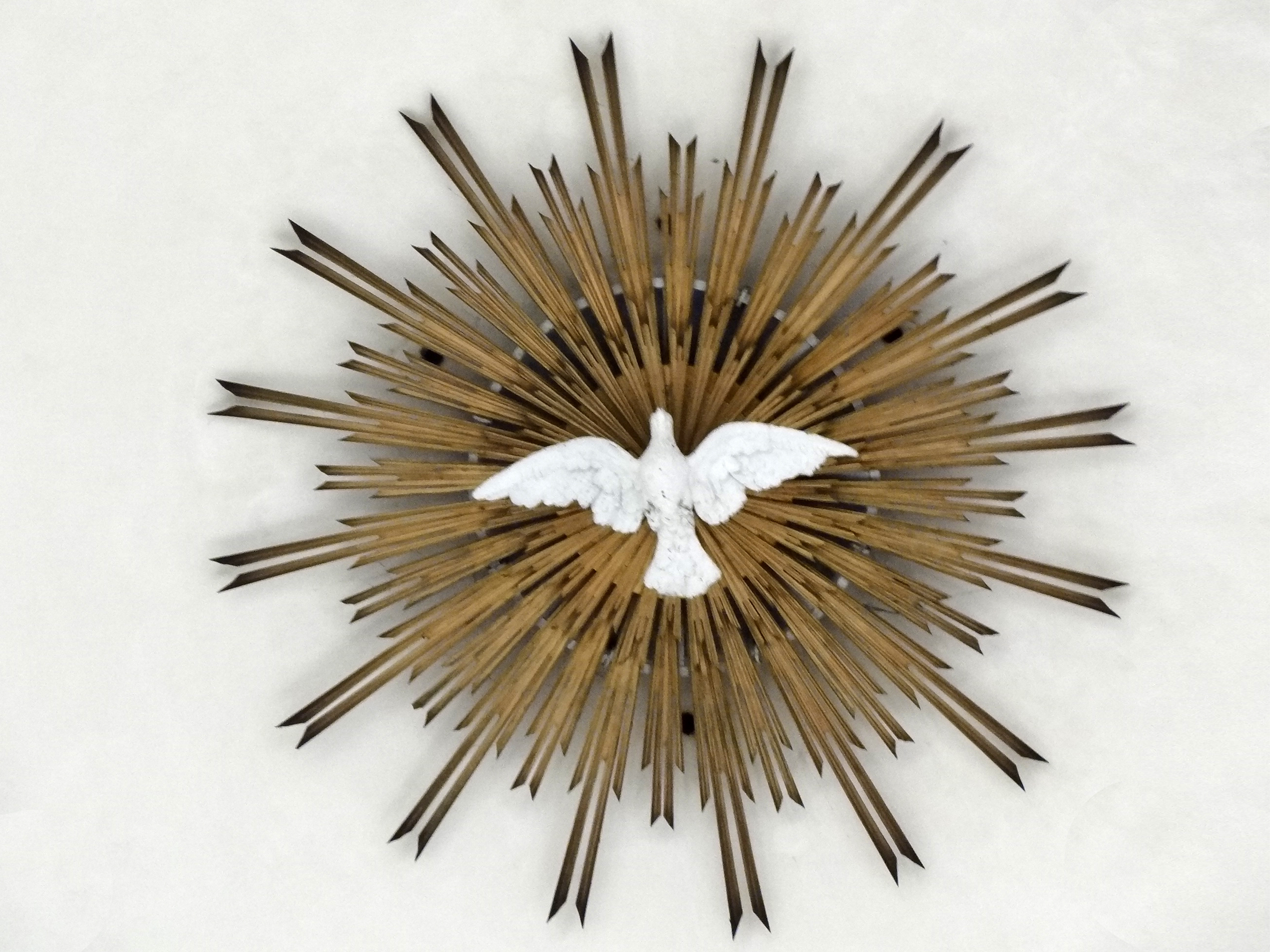
Le Clé de voûte de l'église avec la colombe de l'Saint-Esprit et les rayons de Jésus
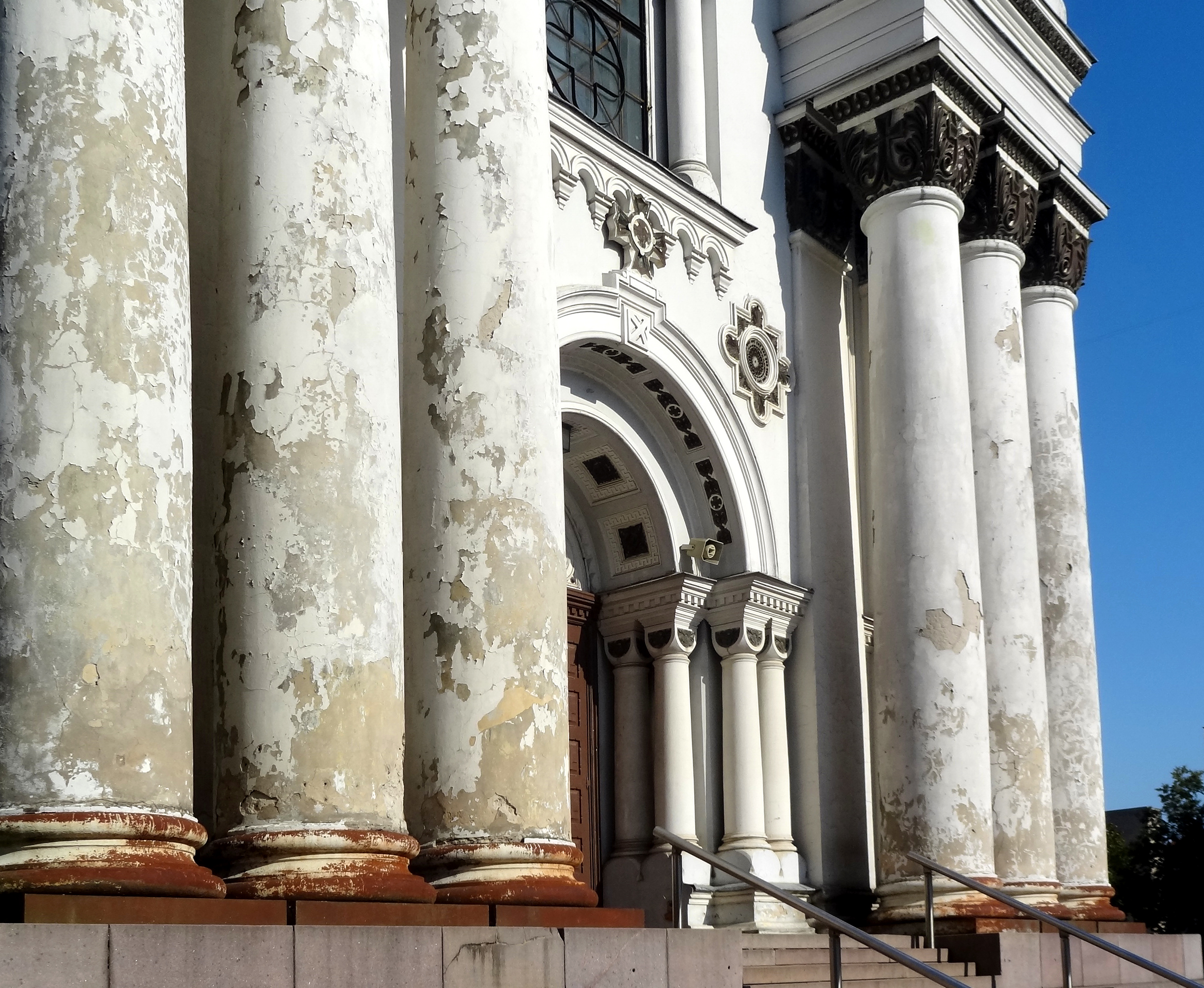
Colonnes de façade et peinture écaillée
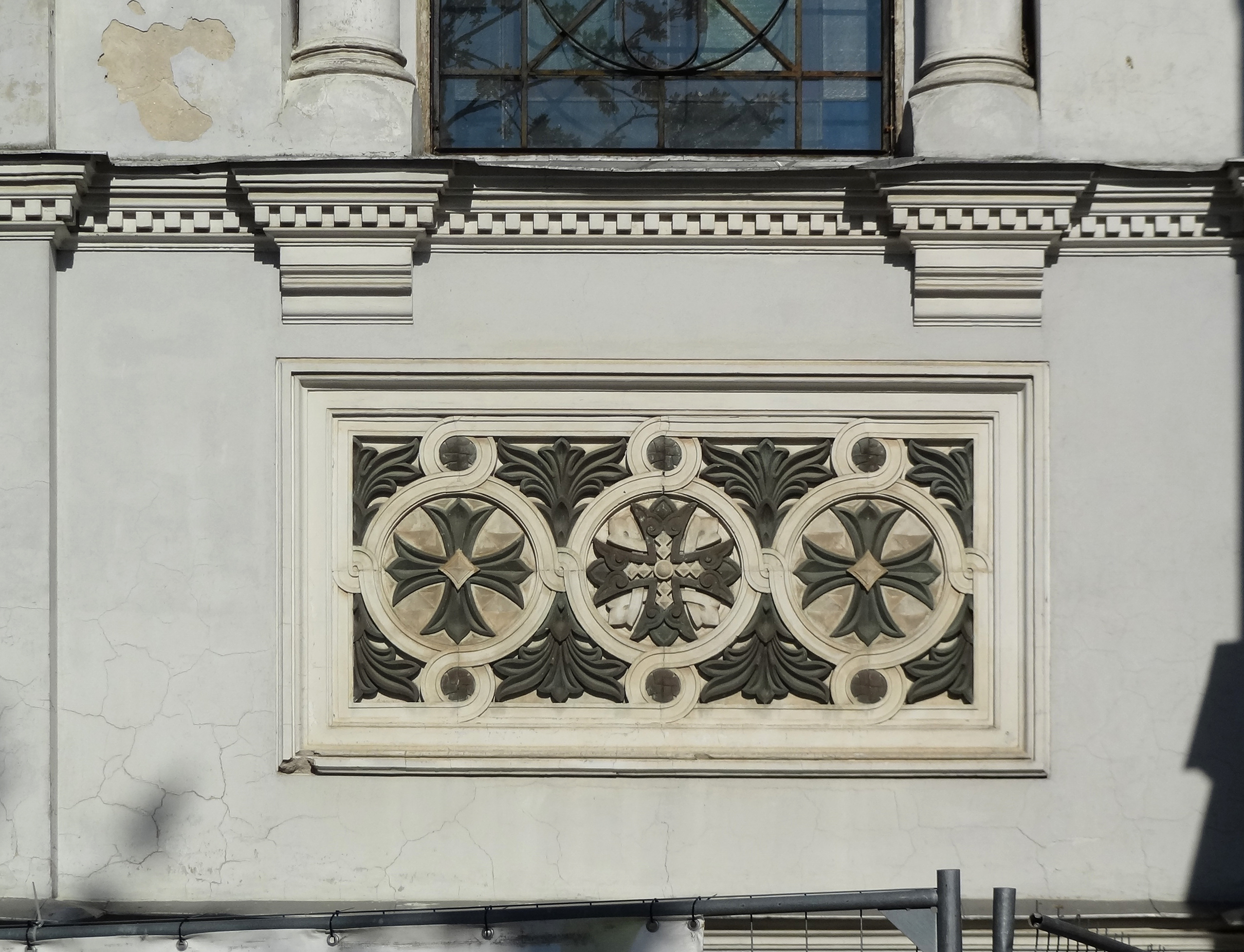
Bas-relief de la façade